# Казимирчик, Евгений Александрович
Евге́ний Алекса́ндрович Казими́рчик (бел. Яўге́н Алякса́ндравіч Казімі́рчык; 1 июня 1961, деревня Скураты, Ивацевичский район, Брестская область, БССР) — белорусский государственный деятель.
Генеральный директор производственного республиканского унитарного предприятия «Брестоблгаз» с 1 июля 2014 года.
Директор филиала «Березовское межрайонное производственное управление газового хозяйства «Березамежрайгаз» УП «Брестоблгаз». (1996  —  2004).
Депутат Палаты представителей Национального собрания Республики Беларусь III созыва, член Постоянной комиссии по промышленности, топливно-энергетическому комплексу, транспорту, связи и предпринимательству (2004)—2008).
Заместитель председателя Постоянной комиссии по промышленности, топливно-энергетическому комплексу, транспорту, связи и предпринимательству Палаты представителей Национального собрания Республики Беларусь IV созыва (2008—2012).

## Биография
Евгений Казимирчик родился 1 июня 1961 года в деревне Скураты Ивацевичского района Брестской области. В 1978 году  окончил среднюю школу.
Трудовую деятельность начал столяром Коссовского мебельного производственного объединения Ивацевичского района Брестской области. Служил в рядах Вооруженных Сил.
В 1987 году окончил Белорусский политехнический институт по специальности «Теплогазоснабжение и вентиляция». Работал старшим инженером-электриком Ивацевичского «Райсельэнерго», старшим инженером межхозяйственного проектно-сметного бюро управления капитального строительства Ивацевичского райисполкома, инженером, главным инженером Ивацевичского районного управления газового хозяйства, директором межрайонного производственного управления газового хозяйства «Березамежрайгаз».
В 2001 году окончил Академию управления при Президенте Республики Беларусь по специальности «Экономика и управление на предприятии».
Являлся депутатом Палаты представителей Национального собрания Республики Беларусь III созыва, был членом Постоянной комиссии по промышленности, топливно-энергетическому комплексу, транспорту, связи и предпринимательству. А также заместителем председателя Постоянной комиссии по промышленности, топливно-энергетическому комплексу, транспорту, связи и предпринимательству Палаты представителей Национального собрания Республики Беларусь IV созыва.
В октябре 2012 года назначен на должность исполняющего обязанности заместителя генерального директора производственного республиканского унитарного предприятия «Минскоблгаз»
29 апреля 2013 года переведен на должность директора филиала «Березовское межрайонное производственное управление газового хозяйства «Березамежрайгаз» УП «Брестоблгаз».
1 июля 2014 года назначен на должность генеральныго директора производственного республиканского унитарного предприятия «Брестоблгаз».

## Карьера
Работал столяром на Коссовском мебельном производственном объединении.
с 1987 по 1993 год трудился инженером-энергетиком Ивацевичского районного межхозяйственного производственно-эксплуатационного предприятия по электрификации сельского хозяйства «Райсельэнерго», старшим инженером, главным специалистом, главным инженером Ивацевичского межхозяйственного проектно-сметного бюро управления капитального строительства Ивацевичского райисполкома.
С 1993 года по 1996 год – инженер производственно-технического отдела, заместитель начальника, главный инженер Ивацевичского цеха природного и сжиженного газа Березовского межрайонного производственного управления газового хозяйства «Березамежрайгаз» Брестского областного предприятия газового хозяйства «Брестоблгаз».
С 1996 года по 2004 год – директор филиала «Березовское межрайонное производственное управление газового хозяйства «Березамежрайгаз» УП «Брестоблгаз».
С 2004 года по 2008 год – депутат, член Постоянной комиссии по промышленности, топливно-энергетическому комплексу, транспорту, связи и предпринимательству Палаты представителей Национального собрания Республики Беларусь III созыва.
С 2008 года по 2012 год – заместитель председателя Постоянной комиссии по промышленности, топливно-энергетическому комплексу, транспорту, связи и предпринимательству Палаты представителей Национального собрания Республики Беларусь IV созыва.
С 2012 года по 2013 год – исполняющий обязанности заместителя генерального директора производственного республиканского унитарного предприятия «Минскоблгаз»
С 29 апреля 2013 года – директор филиала «Березовское межрайонное производственное управление газового хозяйства «Березамежрайгаз» УП «Брестоблгаз».
С 1 июля 2014 года – генеральный директор производственного республиканского унитарного предприятия «Брестоблгаз».

## Награды
- Орден Почёта (Беларусь) (2003 год)
- Медаль Союзного государства Беларуси и России «За сотрудничество» — за большой вклад в развитие российско-белорусского сотрудничества и дальнейшее сближение народов России и Белоруссии(29 декабря 2009 года)[1]
- Юбилейная медаль 90 лет Вооружённых сил Республики Беларусь (2007)
- Медаль 65 лет освобождения Республики Беларусь от немецко-фашистских захватчиков (2009)
- Медаль 65 лет Победы в Великой Отечественной войне 1941—1945 (2010)
- Почётное звание «Ганаровы работнік газавай і паліўнай прамысловасці»
- Почетная грамота Национального собрания Республики Беларусь
- Почетная грамота Министерства энергетики
- Почетная грамота Парламентского Собрания Союза Беларуси и России

## Семья
Женат, имеет двух дочерей.